# Mexacarbat
Mexacarbat ist eine chemische Verbindung aus der Gruppe der Carbamate und ein Insektizid, welches 1961 von Alexander Shulgin bei Dow Chemical entwickelt wurde.

## Gewinnung und Darstellung
Mexacarbat kann durch Reaktion von 4-Amino-3,5-xylenol (3,5-Dimethyl-4-aminophenol), Dimethylsulfat und Methylisocyanat gewonnen werden.

## Verwendung

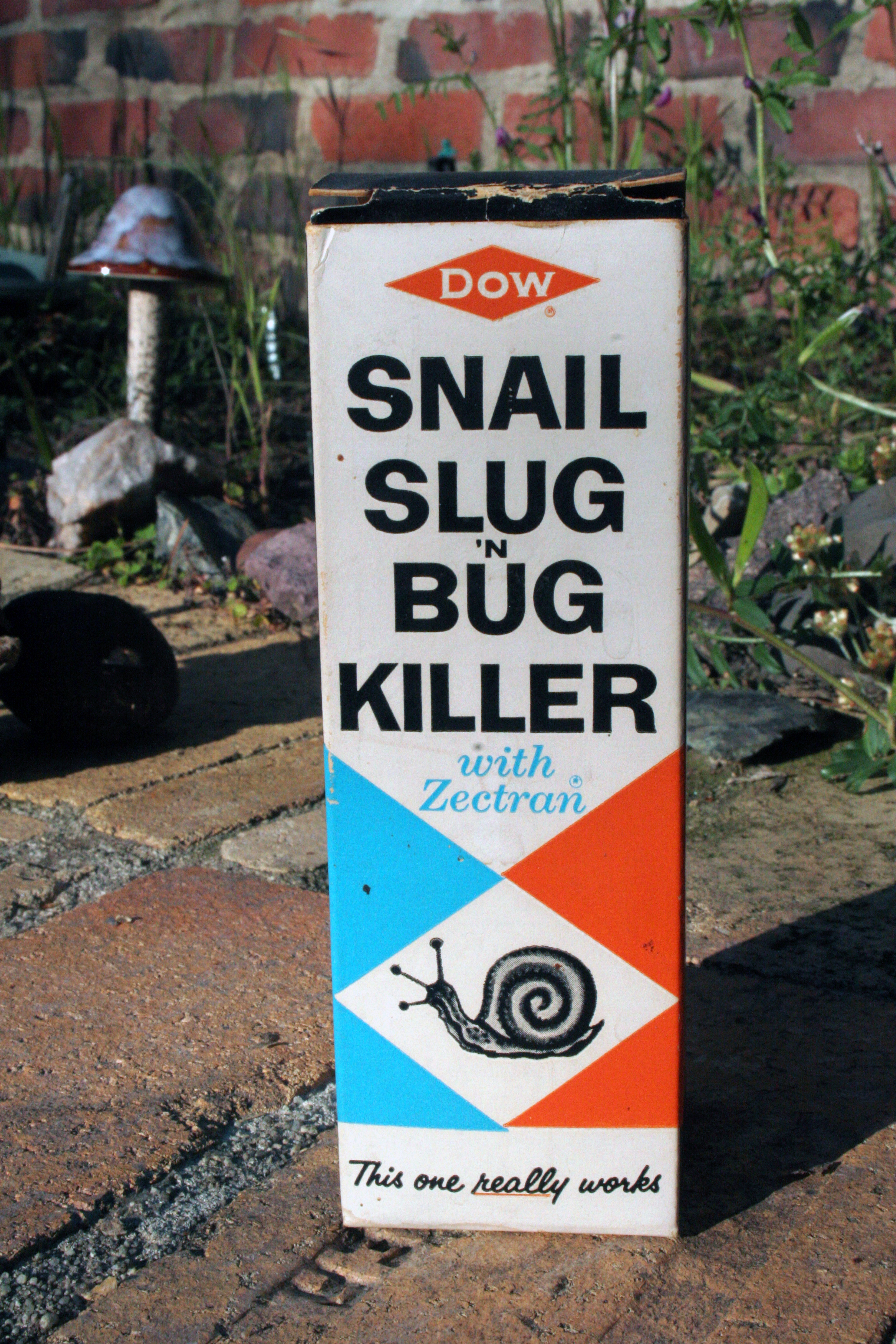
Präparat Zectran mit Mexacarbat als Wirkstoff

Mexacarbat ist ein Carbamatinsektizid mit breitem Wirkungsspektrum. Es wirkt auch als Akarizid und Molluskizid.
In der Europäischen Union und in der Schweiz ist Mexacarbat nicht als Pflanzenschutzwirkstoff zugelassen.
Die Weltgesundheitsorganisation stuft Mexacarbat als aktuell (2009) aufgegebenen Pestizid-Wirkstoff ein.